# マネッセ写本

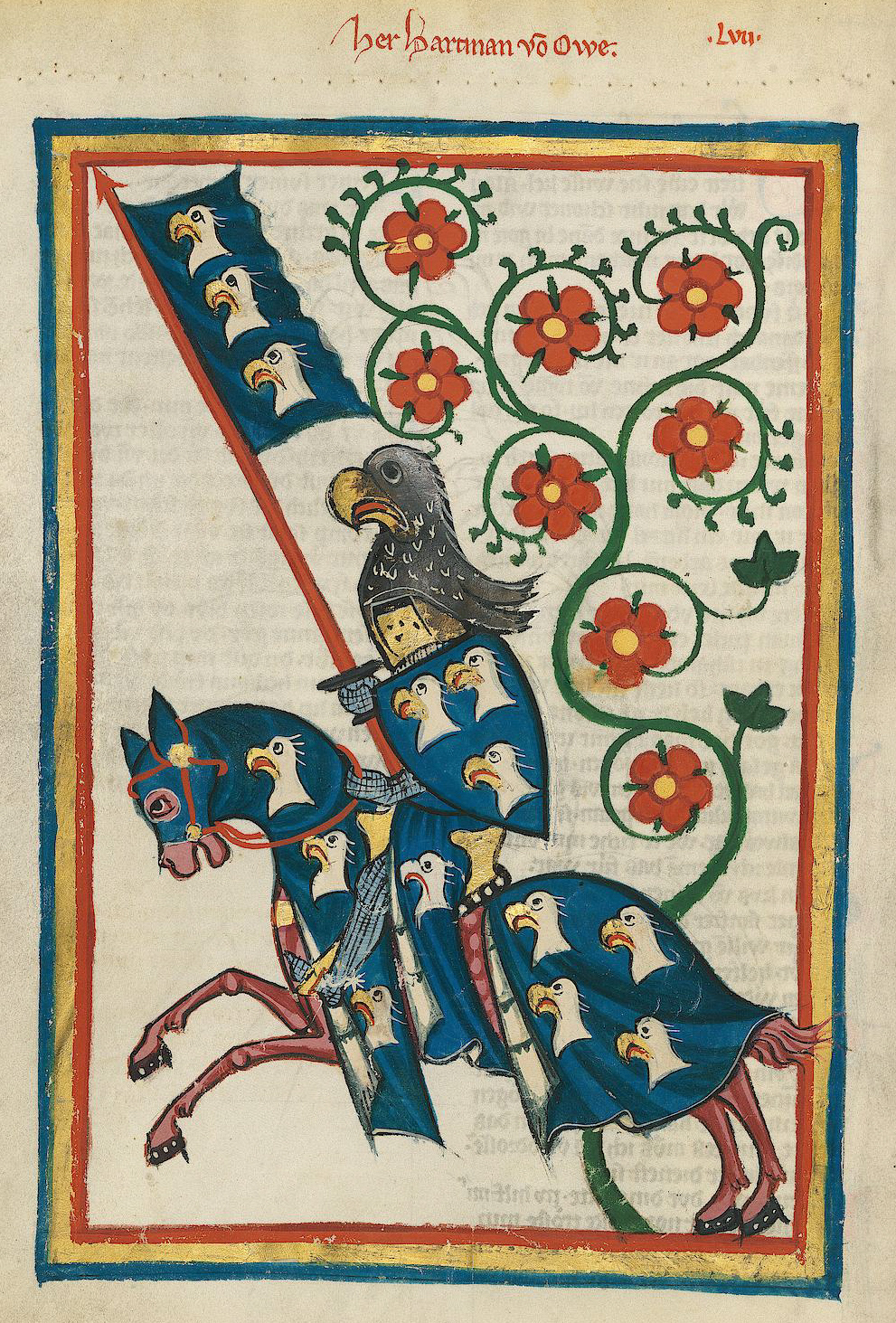
マネッセ写本の挿絵、ハルトマン・フォン・アウエ

マネッセ写本 (Codex Manesse oder Die Manessische Liederhandschrift) は、中世盛期におけるドイツの代表的な140人の宮廷詩人（ミンネゼンガー）の詩歌（愛の歌）を収録した大型の豪華彩飾写本。詩節 (Strophe) 総計 6000。最も総合的に収集された中世の詩集として、また各宮廷詩人を描いた美しい挿絵（細密画）で知られている。大ハイデルベルク歌謡写本 (Die Große Heidelberger Liederhandschrift)とも。羊皮紙製、一葉の大きさ：355 x 250 mm、文字部分  260 x 175 mm、 2段組、各段 46行、計426葉（852頁）。脚韻の後の「・」が詩句 (Vers)を区切る。 詩節ごとに段落。各詩節は大きい文字で始まる。
チューリッヒの都市貴族マネッセ家の注文により、1280年頃から1330年頃までおおよそ50年をかけて作成されたと考えられている。
ヨハネス・ハートラウプはリューディガーとヨハネスのマネッセ親子を称えて、「当王国においてここチューリヒほど多くの歌謡が収集されたことはない、マネッセ氏が歌集の収集に鋭意務めたのだ。その息子殿も同じ事業を遂行された」、と歌った。
写本には王侯を含む各宮廷詩人を描いた137枚の細密画が含まれ、貴族・騎士の場合は馬上槍試合（トーナメント）に参加した際の紋章をあしらった完全武装（従って顔は見えない）の姿で描かれていることが多い。詩人の名前をモチーフとしたり、その詩のイメージで描かれている図案も少なくない。両方のモチーフを含む顕著な例がヴァルター・フォン・デア・フォーゲルヴァイデの細密画で、画面の上方、楯の表面と兜飾りに詩人の名前フォーゲルヴァイデ（鳥の餌場）にちなむ鳥籠（とりかご）があしらわれ、画面中央には、彼の最も有名な格言詩の冒頭部分そのままの詩人の姿が描かれている。これらの挿絵は、美術史の観点からも、「ドイツ・ミンネゼンガーの宝物殿」（Schatzkammer des deutschen Minnesängers）との讃辞をうけ、ゴチック世俗絵画の最重要作品とされている。全137点の挿画の大部分（110点）は一人の画家の手になり、残りの27点が3人の画家の手によって制作された。
紋章・兜飾り等の正確さについては疑問があり、むしろ理想の宮廷生活が描かれているといえるが、細密画は数多く模写複写されて広まっている。
写本に遺された作品の作者は、多くが100年以上前に活躍した詩人であるが（例えば、デア・フォン・キューレンベルクやハインリヒ・フォン・フェルデケは12世紀後半）、写本制作時に近い時代に活躍した詩人（例えば、ヨハネス・ハートラウプやハインリヒ・ティシュラーは14世紀初め）もおり、ミンネザングの最初期から凋落期までを包括する、優に150年超にわたる詩歌作品の集成がこの写本である。「地域的にも広範囲にわたり、シュタウフェン王朝の拠点であり宮廷詩の温床であったシュヴァーベン、フランケン、エルザスを中心としながらも、バイエルン、スイス、オーストリア（シュタイエルマルク、ケルンテンを含む）に跨がり、さらにテューリンゲンなどの北ドイツからルクセンブルク、ブラバントに広がる」。

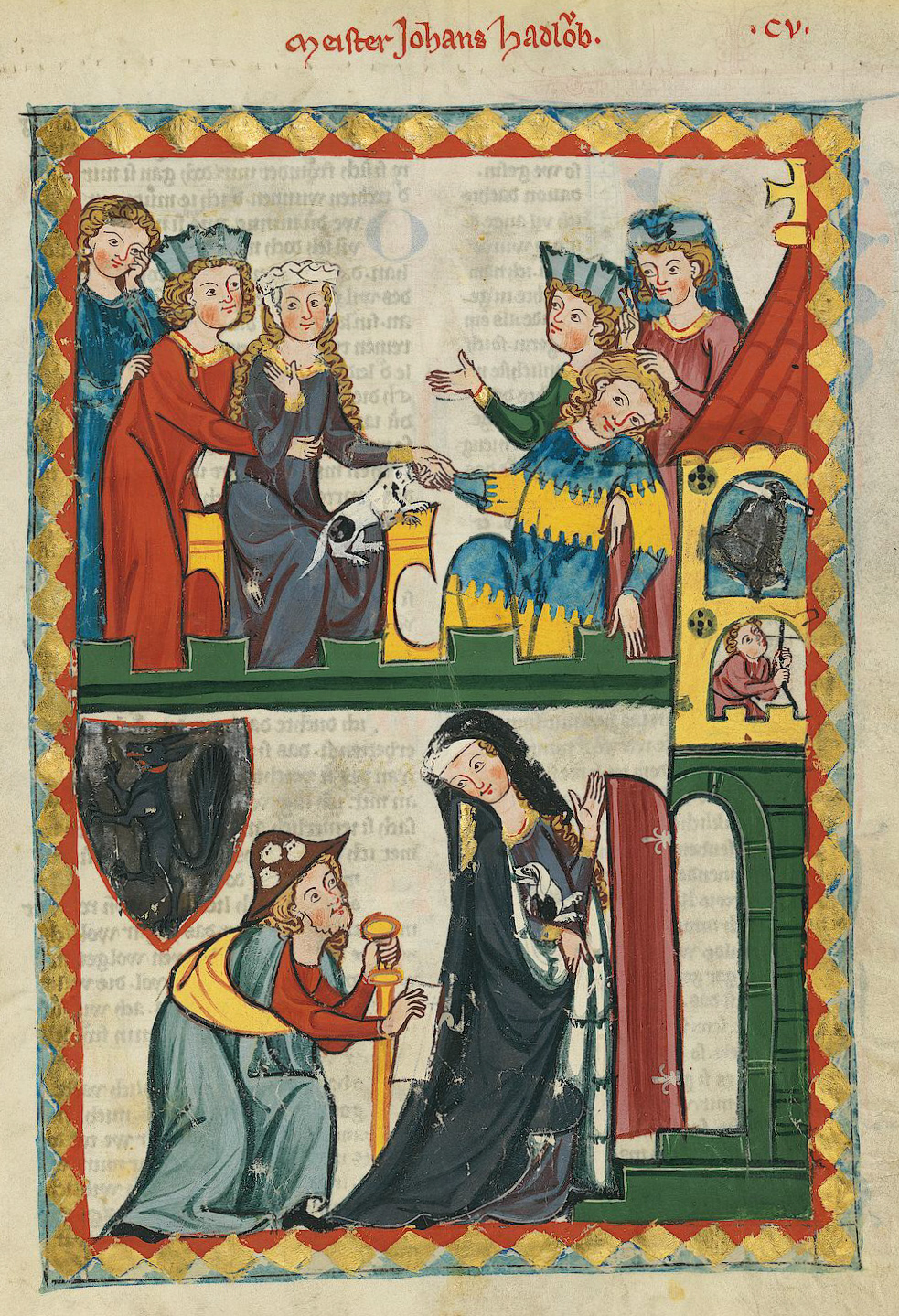
マネッセ写本の挿絵、編纂者と推定されているヨハネス・ハートラウプ

各詩人の順番は概ね身分の順で、神聖ローマ皇帝ハインリヒ6世から始まり、コンラディン王、公、伯、騎士、平民と続いている。
写本成立後200年間、その存在場所を示すものは知られていないが、1594年にハイデルベルクの選帝侯の宮廷顧問官 (Hofrat des Kurfürsten von Heidelberg) Johann Philipp von Hohensaxが城主となっていたスイス・ライン渓谷のForstegg城にそれは現れる。Johann Philippが戦死すると、ネーデルランドの男爵家出身の妻は写本をザンクトガレンの法学者Bartholomäus Schobinger に委ねた。彼は博学のMelchior Goldastとともに、その一部を書き写した。1607年にはハイデルベルクの選帝侯家の所有するところになり、その後1657年パリに移管され、フランス王立図書館（現在のフランス国立図書館）に保管されていた。1831年ドイツから亡命しパリに到着したハインリヒ・ハイネが真っ先に訪れた先は王立図書館であるが、それは「何年も前からの念願」である「ドイツ最大の抒情詩人ヴァルター・フォン・デア・フォーゲルヴァイデの詩」を見るためだった。1690年にデンマーク人Frederik Rostgaardが写本の全部を書き写した。その後Johann Jakob Bodmer とJohann Jakob Breitingerがこの写本とRüdiger Manesseを結び付け、この写本を「マネッセ写本」と称した。
19世紀に入ると、これをドイツに取り戻そうとする、または買い戻そうとする交渉が幾度となく試みられたが、いずれも失敗に終わった。1888年に、ハイデルベルク出身の書店主が、フランス国立図書館の探し求めていた写本166編を国費の援助をえてイギリスから購入し、これらとの交換の交渉に成功した。以来この写本はハイデルベルク大学図書館に収蔵され、 "Codex Palatinus Germanicus 848 "（Cpg 848）という番号をつけられている (ミンネザングの写本としては Hs. C)。onlineでは、 http://www.handschriftencensus.de/4957.やhttps://digi.ub.uni-heidelberg.de/diglit/cpg848で見ることができる。
なお、同図書館は'小ハイデルベルク歌謡写本' (Die Kleine Heidelberger Liederhandschrift;  Hs. A) をも所蔵している。後者は前者よりも古く、1270-1280年頃の制作とされる。両写本成立の間に完成したのがシュトゥットガルト州立図書館蔵の『ヴァインガルテン写本（英語版）』(Die Weingartner Liederhandschrift;  Hs. B)であり、古い写本から順にHs. A, Hs. B, Hs. Cと略号が付されている。
最初のマネッセ写本の本文校訂版は18世紀末から19世紀初めにかけて出版されている。
ハイデルベルク大学図書館蔵のマネッセ写本（Cod. Pal. germ. 848）は2023年に世界の記憶に登録された。